# Gouvernement Correia e Silva I
Neves Correia e Silva II
Le gouvernement Ulisses Correia e Silva est le gouvernement de la République du Cap-Vert depuis avril 2016.

## Composition initiale
| Fonction |  | Nom                     | Parti |
| --- |  | ----------------------- | ----- |
| Premier ministre Ministre de la Réforme de l'État                                                                                      |  | Ulisses Correia e Silva | MpD   |
| Vice-Premier ministre Ministre des Finances                                                                                            |  | Olavo Correia           | MpD   |
| Ministre de l'Intégration Régionale, des Affaires étrangères, des Communautés et de la Défense                                         |  | Rui Figueiredo          | MpD   |
| Ministre de la Justice et du Travail                                                                                                   |  | Janine Lélis            | MpD   |
| Ministre des affaires parlementaires et Présidence du Conseil des ministres Ministre du Sport, de la Famille et de l'Inclusion Sociale |  | Fernando Elísio Freire  | MpD   |
| Ministre de la Culture, des Industries créatives et des Médias                                                                         |  | Abraão Vicente          | MpD   |
| Ministre de l'industrie, Commerce et de l'Energie                                                                                      |  | Alexandre Monteiro      | Sans  |
| Ministre de l'Éducation |  | Amadeu Cruz             | MpD   |
| Ministre des Infrastructures, de l'Aménagement Territoriale et de la Logement                                                          |  | Eunice Silva            | Sans  |
| Ministre de l'Administration intérieure                                                                                                |  | Paulo Rocha             | Sans  |
| Ministre de la Santé et de la Sécurité sociale                                                                                         |  | Arlindo do Rosário      | MpD   |
| Ministre de l'Agriculture et de l'Environnement                                                                                        |  | Gilberto Silva          | MpD   |
| Ministre du Tourisme et des Transports                                                                                                 |  | Carlos Duarte Santos    | Sans  |
| Ministre de l'Économie maritime |  | Paulo Lima Veiga        | MpD   |